# St. Cloud (Misuri)
St. Cloud es una villa del condado de Crawford, Misuri, Estados Unidos. Tiene una población estimada, a mediados de 2022, de 41 habitantes.

## Geografía
Está ubicada en las coordenadas 38°10′23″N 91°12′46″O / 38.17306, -91.21278 (38.173189, -91.212759). Según la Oficina del Censo, tiene una superficie de 3.21 km², correspondientes en su totalidad a tierra firme.

## Demografía
Según el censo de 2020, en ese momento había 43 personas residiendo en la villa. La densidad de población era de 13.40 hab./km². El 93.02% de los habitantes eran blancos, el 2.33% era afroamericano y el 4.65% eran de una mezcla de razas. No había hispanos o latinos viviendo en la zona.